# Meteorologiåret 1958

## Händelser

### Maj
- 2 maj - Vid Sovetskaya, Antarktis uppmäts - 78,3 °C vid vindstilla [1].

### Juni
- 15 juni - Vid Vostok, Antarktis uppmäts - 80,7 °C vid vindstilla [1].
- 19 juni - Vid Vostok, Antarktis uppmäts - 81,2 °C vid vindstilla [1].
- 25 juni - Vid Vostok, Antarktis uppmäts - 83 °C vid vindstilla [1].

### Mars
- 11 mars - Så kallade snöisbollar noteras i Falsterbo, Sverige [2].

### Augusti
- 9 augusti - Vid Sovetskaya, Antarktis uppmäts - 86,7 °C vid vindstilla [1].
- 25 augusti - Vid Vostok, Antarktis uppmäts - 87,4 °C vid vindstilla [1].

### September
- 2 september – I Meråker, Norge uppmäts temperaturen + 28.5 °C och därmed tangeras det norska värmerekordet för månaden från 1906 [3].

### November
- 17-18 november - Minnesota, USA drabbas av en svår snöstorm. 33 män dödas då Carl D. Bradley sjunker på Michigansjön [4].

### December
- 31 december - Internationella geofysiska året avslutas.[5]

## Födda
- 12 juni – Paul Douglas, amerikansk meteorolog.

## Avlidna
- 4 november – Gilbert Walker, brittisk fysiker, statistiker och meteorolog.